# Arcidiocesi di Montpellier

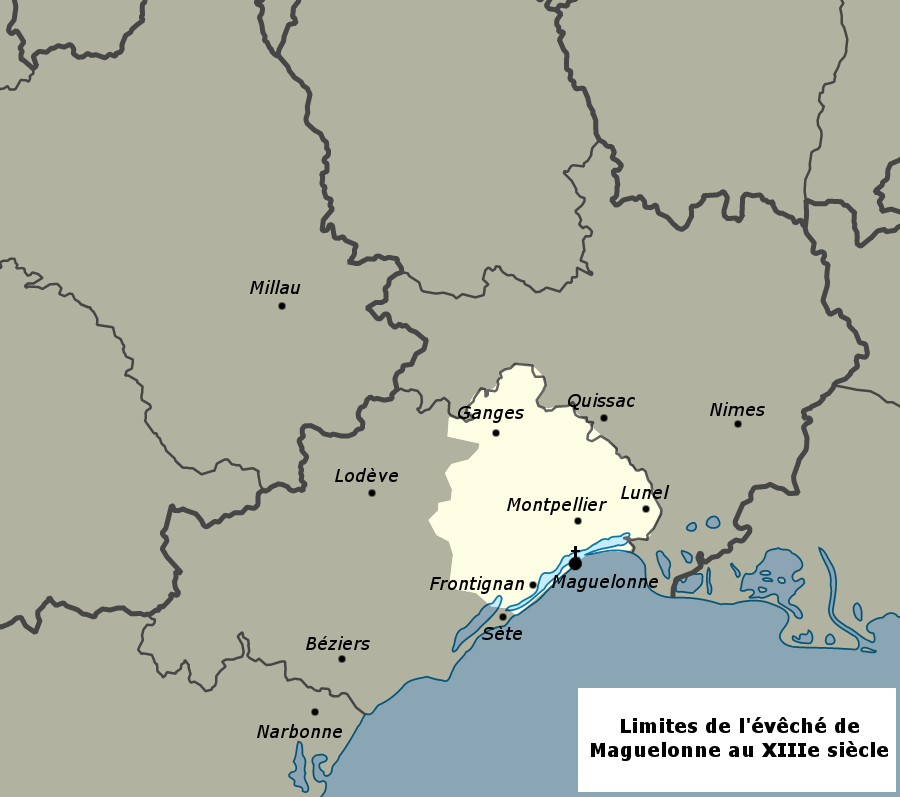
La diocesi di Maguelone nel XIII secolo.

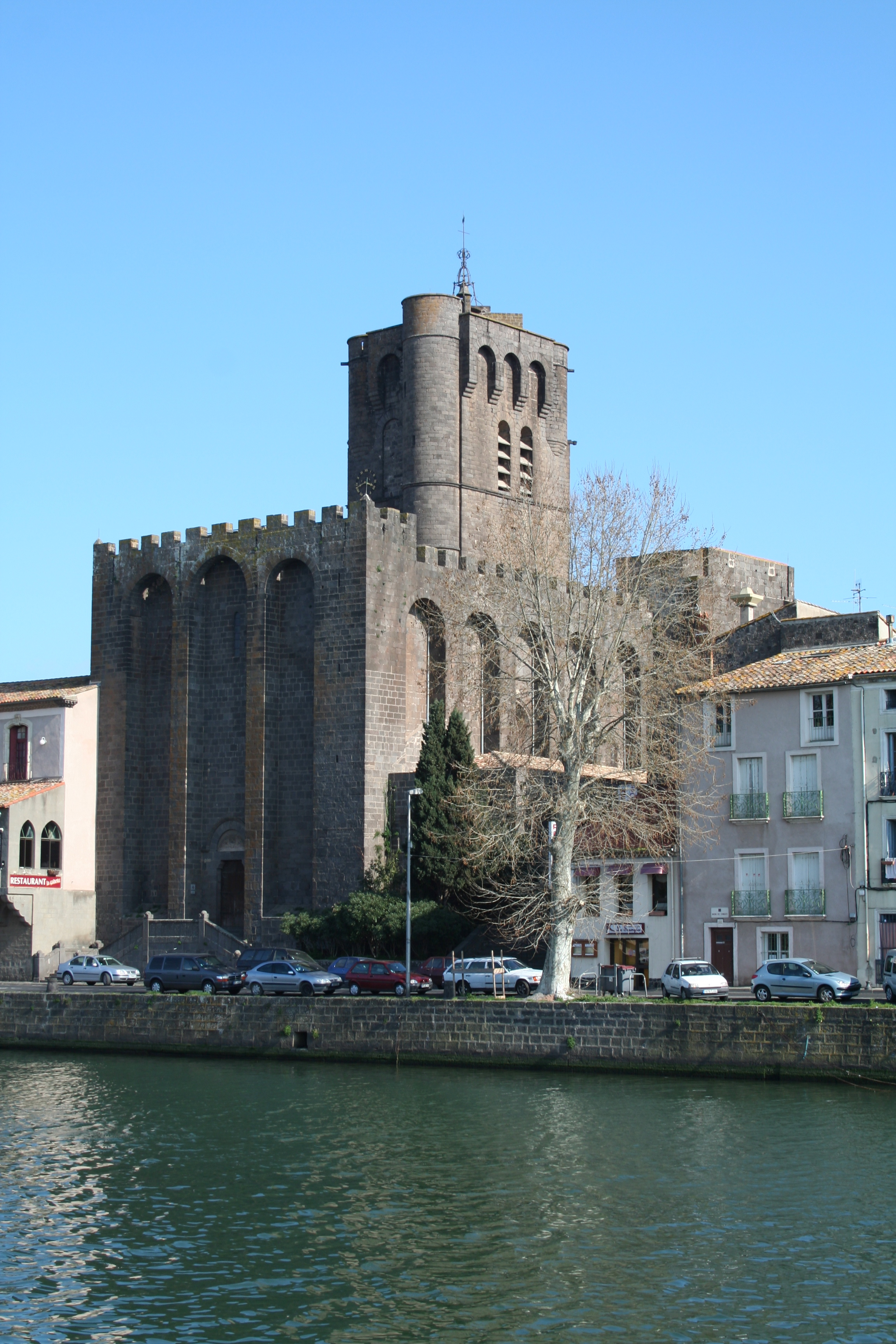
L'ex cattedrale di Santo Stefano, ad Agde.

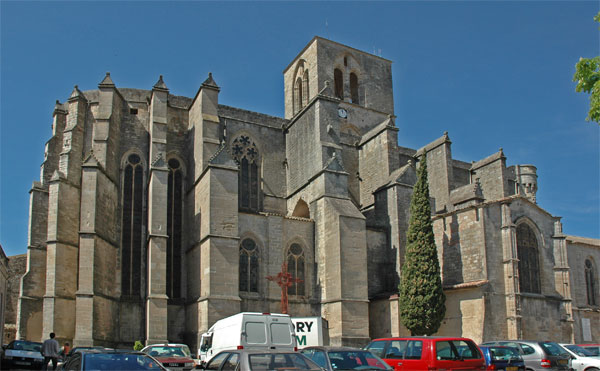
L'ex cattedrale di San Fulcrano, a Lodève.

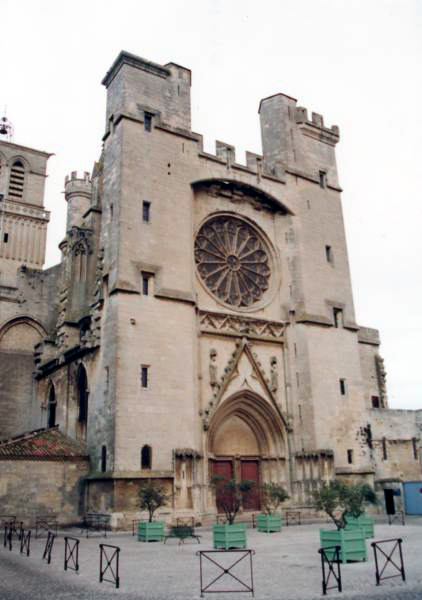
L'ex cattedrale di San Nazario, a Béziers.

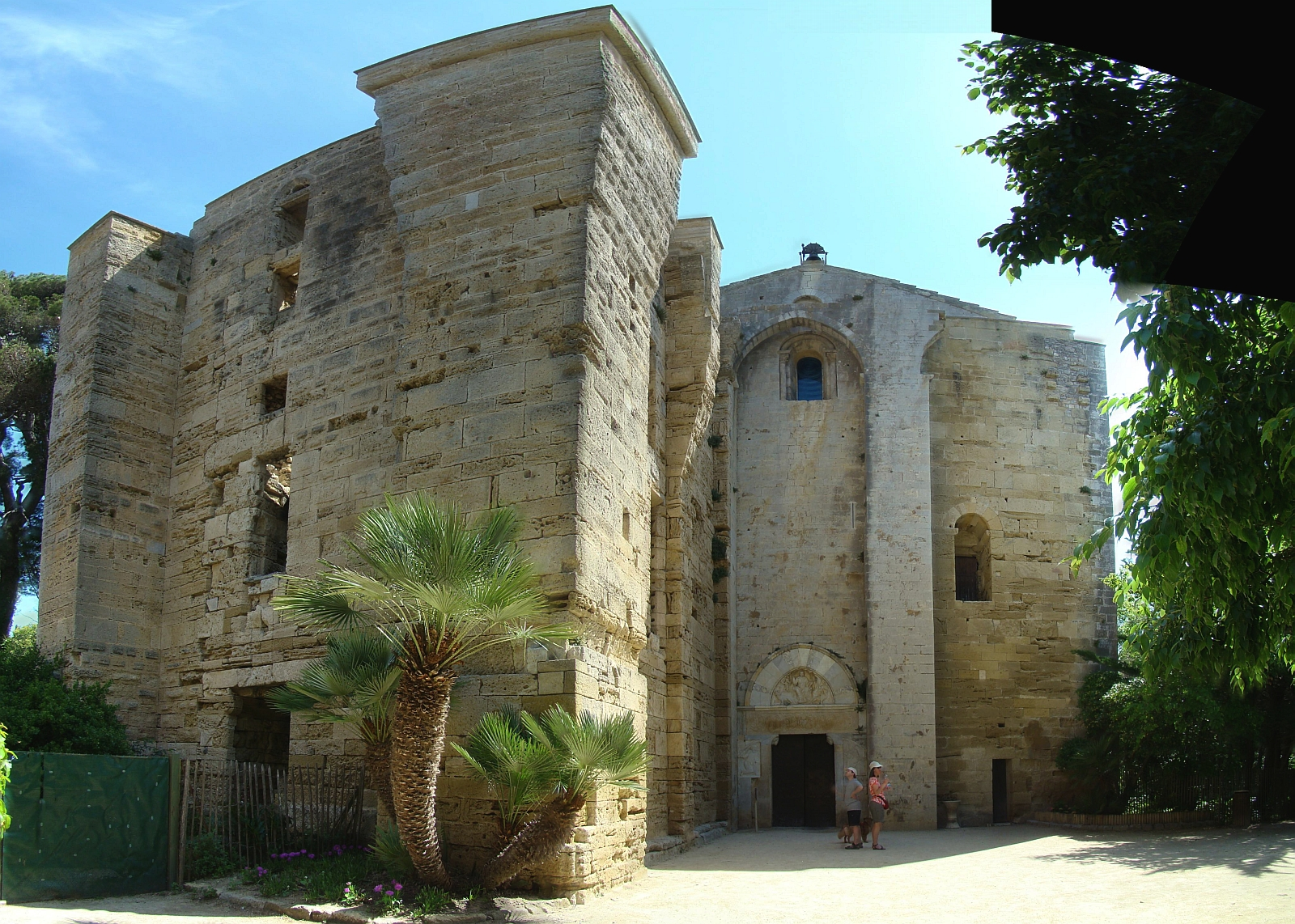
L'ex cattedrale dei Santi Pietro e Paolo di Maguelone, a Villeneuve-lès-Maguelone.

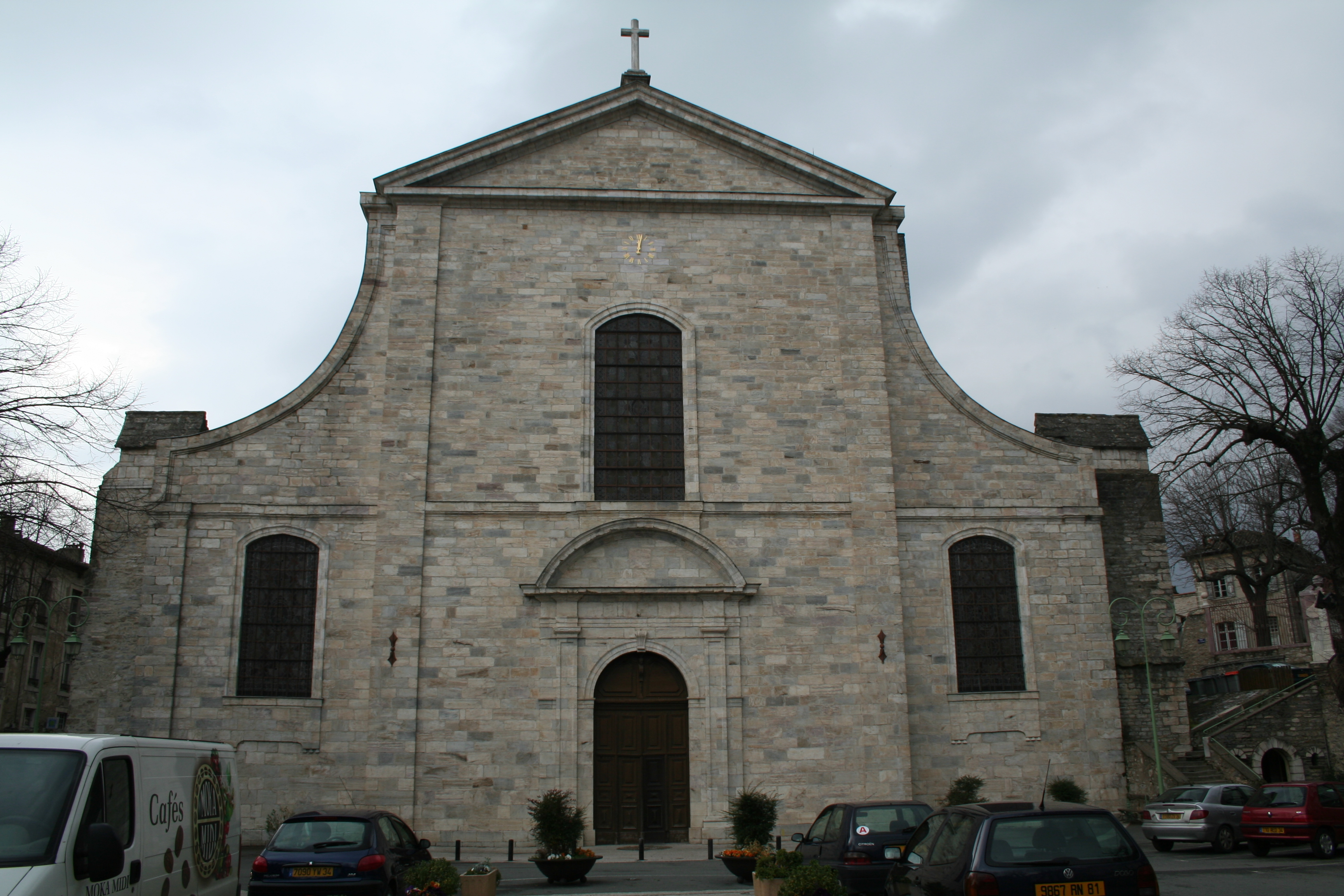
L'ex cattedrale di San Ponzio, a Saint-Pons-de-Thomières.

L'arcidiocesi di Montpellier (in latino: Archidioecesis Montis Pessulani) è una sede metropolitana della Chiesa cattolica in Francia. Nel 2021 contava 844.300 battezzati su 1.176.000 di abitanti. È retta dall'arcivescovo Norbert José Henri Turini.

## Territorio
L'arcidiocesi comprende il dipartimento francese dell'Hérault.
Sede arcivescovile è la città di Montpellier, dove si trova la cattedrale dei Santi Pietro e Paolo. Nella città episcopale si trova anche la basilica minore di Notre-Dame des Tables. Nell'arcidiocesi sorgono altre cinque chiese ex cattedrali:
- Santo Stefano, ad Agde;
- San Fulcrano, a Lodève;
- San Nazario, a Béziers;
- Santi Pietro e Paolo, a Villeneuve-lès-Maguelone;
- San Ponzio, a Saint-Pons-de-Thomières.

Il territorio è suddiviso in 62 parrocchie, raggruppate in 10 settori missionari.

### Provincia ecclesiastica
La provincia ecclesiastica di Montpellier comprende le seguenti diocesi suffraganee:
- Carcassonne e Narbona;
- Mende;
- Nîmes;
- Perpignano-Elne.

## Storia

### Sede di Maguelone
La diocesi di Montpellier ha la sua origine nell'antica diocesi di Maguelone, eretta nel VI secolo con territorio ricavato da quello della diocesi di Nîmes. Il primo vescovo di Maguelone, di cui si abbiano riscontri storici, fu Boezio, che si fece rappresentare al concilio di Toledo e partecipò al concilio di Narbona, entrambi del 589. Originariamente la sede era suffraganea dell'arcidiocesi di Narbona.
Maguelone fu completamente distrutta nel corso delle guerre fra Carlo Martello e i Saraceni. Allora la sede della diocesi fu traslata a Substantion, ma il vescovo Arnaud nell'XI secolo la riportò a Maguelone dopo aver ricostruito la città.
Presso Maguelone si erano gradualmente sviluppati i due villaggi di Montpellier e di Montpellieret. Secondo la leggenda, questi villaggi erano nel X secolo proprietà delle due sorelle di san Fulcrano, vescovo di Lodève. Verso il 975 le cedettero a Ricuin, vescovo di Maguelone. È certo che verso il 990 Ricuin possedesse questi due villaggi; mantenne per sé Montpellieret e diede Montpellier in feudo alla famiglia dei Guillems. Nel 1085 Pierre, conte di Substantion e Melgueil, divenne vassallo della Santa Sede per questa contea ed ebbe il diritto di elezione dei vescovi di Maguelone. Papa Urbano II incaricò il vescovo di Maguelone di esercitare la sovranità papale sulla contea e passò cinque giorni in città durante il suo viaggio in Francia per predicare la prima crociata. Nel 1215 papa Innocenzo III concesse la contea di Melgueil in feudo al vescovo di Maguelone, che divenne quindi vescovo-conte.
A partire da quell'epoca i vescovi di Maguelone ebbero il diritto di battere moneta. Papa Clemente IV redarguì nel 1266 il vescovo Bérenger de Frédol, che aveva coniato una moneta chiamata "Miliarensis", su cui era impresso il nome di Maometto; effettivamente a quell'epoca il vescovo, insieme con il re d'Aragona e il conte di Tolosa, aveva autorizzato il conio di monete arabe, non per la circolazione a Maguelone, ma per l'esportazione.
Nel luglio del 1204 Montpellier passò in possesso di Pietro II d'Aragona, genero dell'ultimo discendente dei Guillems; Giacomo I d'Aragona, figlio di Pietro II, unì le città al regno di Maiorca. Nel 1292 Bérenger de Frédol, vescovo di Maguelone, cedette Montpellier a Filippo IV di Francia. Giacomo III di Maiorca vendette Montpellier a Filippo VI nel 1349 e la città, eccetto il periodo dal 1365 al 1382, fu da allora francese.
Urbano V aveva studiato teologia e diritto canonico a Montpellier e fu incoronato papa dal cardinale Andouin Aubert, nipote di Innocenzo VI e vescovo di Maguelone dal 1352 al 1354; di conseguenza il favore di Urbano V verso questa diocesi crebbe grandemente. Nel 1364 fondò a Montpellier il monastero benedettino di san Germano e venne personalmente a Montpellier per visitare la nuova chiesa (9 gennaio – 8 marzo 1367). Volle che la città fosse circondata da bastioni, cosicché gli studenti potessero vivere in sicurezza e diede inizio ai lavori per un canale di comunicazione fra Montpellier e il mare.

#### Chiesa cattedrale
Tre chiese si susseguirono, eretta una dopo l'altra sul medesimo sito, con il titolo di Chiesa cattedrale di Maguelone. La prima risale al V / VI secolo, venne trasformata in moschea dal saraceni quando all'inizio dell'VIII secolo s'impadronirono di Maguelone. Fu distrutta per ordine di Carlo Martello, quando i Franchi strapparono l'isola ai saraceni (737). L'erezione della seconda, sulle rovine della prima, fu dovuta al vescovo Arnaud (vescovo dal 1030 al 1060), che la ricostruì ampliandola e dotandola di un capitolo regolare composto da canonici posto sotto l'autorità di un prevosto. Di questo nuovo edificio rimane oggi solo la cappella di Sant'Agostino, posta sul lato sud dell'attuale edificio. Infine, nel XII secolo, la cattedrale di Arnaud fu demolita, ne fu costruita una nuova con nuovi edifici capitolari, comprendenti in particolare un chiostro a due piani ed un alloggio per il vescovo; il nuovo altar maggiore fu consacrato nel 1162 durante l'episcopato di Jean de Montlaur. Dedicata ai Santi Pietro e Paolo, questo edificio religioso è giunto, sia pur con numerose mutilazioni, fino ai nostri giorni.

### Sede di Montpellier
Su istanza di re Francesco I, che lamentava le epidemie e le incursioni dei pirati che costantemente minacciavano Maguelone, papa Paolo III trasferì la sede a Montpellier il 27 marzo 1536 in forza della bolla In eminenti militantis. Fu eretta in cattedrale la chiesa del monastero di San Benedetto e San Germano, fondato nel 1364.
Il calvinismo fu introdotto a Montpellier nel febbraio del 1560 dal pastore Guillaume Mauget e le conseguenti guerre di religione ebbero pesanti ripercussioni per la città. Durante il regno di Enrico III fu istituita una sorta di repubblica calvinista. La città fu riconquistata da Luigi XIII nell'ottobre del 1622.
Il vescovo Colbert de Croissy (1696-1738) sostenne l'oratoriano François Aimé Pouget, che nel 1702 compose il famoso "Catechismo di Montpellier", condannato dalla Santa Sede nel 1712 e nel 1721 per le sue dottrine gianseniste.
Dopo il 1789 a causa della Rivoluzione il vescovo de Malide dovette abbandonare la diocesi e fu esule in Inghilterra, da dove continuò a seguire la sua diocesi, che aveva affidato a due sacerdoti fidati, e i numerosi sacerdoti diocesani dispersi in tutta Europa. Prima del concordato del 1801 papa Pio VII richiese ai vescovi esiliati la rinuncia al governo pastorale della diocesi. Pur propenso ad aderire alla richiesta del Pontefice, il vescovo di Montpellier si adattò al parere degli altri dodici vescovi francesi esiliati in Inghilterra, che non accettavano di dimettersi. Pur conservando il suo titolo, il vescovo de Malide chiese ai fedeli della diocesi di obbedire al loro nuovo vescovo, ma ciò nonostante una piccola minoranza (les purs) non volle riconoscere altri che lui.
Quando il concordato del 1801 ridefinì le diocesi francesi, a Montpellier fu attribuito anche il territorio del dipartimento della Tarn, che fu ceduto nel 1822 a vantaggio dell'erezione dell'arcidiocesi di Albi; e dal 1802 al 1822, Montpellier fu suffraganea dell'arcidiocesi di Tolosa. Nel 1822 entrò a far parte della provincia ecclesiastica dell'arcidiocesi di Avignone.
Con la bolla Qui Christi Domini di papa Pio VII del 29 novembre 1801 erano state soppresse le diocesi di Béziers, Agde, Lodève e Saint-Pons e il loro territorio incorporato in quello della diocesi di Montpellier. Un breve papale del 16 giugno 1877 concesse ai vescovi di Montpellier di unire al proprio, i titoli di queste quattro diocesi soppresse.
L'8 dicembre 2002, con la riorganizzazione delle circoscrizioni ecclesiastiche francesi, la diocesi è stata elevata al rango di arcidiocesi metropolitana.

## Cronotassi dei vescovi
Si omettono i periodi di sede vacante non superiori ai 2 anni o non storicamente accertati.

### Sede di Maguelone
- Boezio † (menzionato nel 589)
- Genesio † (prima del 597 - dopo il 633)
- Gumildo † (menzionato nel 672 o 673)
- Vincenzo † (menzionato nel 683)
- Giovanni † (menzionato nel 788 o 791)
- Ricuino I † (prima dell'812 - dopo l'817 ?)[5]
- Argemiro † (menzionato nell'818 o 819)
- Stabello (Stabile) † (prima dell'821 - dopo l'823)[6]
- Maldomaro † (menzionato nell'867)[7]
- Abbo † (prima dell'875 - dopo l'897)
- Gontario † (prima del 906 - dopo il 909)
- Ponzio † (prima del 937 - dopo il 947)
- Ricuino II † (menzionato nel 975)
- Pierre de Melgueil † (prima del 999 - dopo novembre 1025)
- Arnaud I † (circa 1030 - circa 27 giugno 1060 deceduto)
  - Bertrand I † (1061 - dopo agosto 1079 deposto) (illegittimo)
- Godefroi (o Geoffroi) † (1080 - 22 dicembre 1103 deceduto)
- Gautier de Lille † (1104 - 6 dicembre 1128 deceduto)
- Raimond † (prima di agosto 1129 - 31 dicembre 1158 deceduto)
- Jean de Montlaur I † (1159 - 24 febbraio 1190 deceduto)
- Guillaume de Raimond † (1190 - 17 gennaio 1195 deceduto)
- Guillaume de Fleix † (7 marzo 1195 - 13 dicembre 1202 deceduto)
- Guillaume d'Autignac (o Antignac) † (1203 - 21 giugno 1216 deceduto)
- Bernard de Mèze † (9 luglio 1216 - 25 dicembre 1230 deceduto)
- Jean de Montlaur II † (1º agosto 1234 consacrato - 7 maggio 1247 deceduto)
- Reinier Saccoin, O.P. † (luglio 1247 - 13 gennaio 1249 deceduto)
- Pierre de Conques † (1º marzo 1249 - 7 aprile 1256 deceduto)
- Guillaume Christophe † (3 maggio 1256 - 14 gennaio 1263 deceduto)
- Bérenger de Frédol † (1263 - 5 gennaio 1296 deceduto)
- Gaucelin de La Garde † (10 agosto 1296 - 12 marzo 1304 deceduto)
- Pierre de Lévis de Mirepoix † (22 gennaio 1306 - 29 luglio 1309 nominato vescovo di Cambrai)
- Jean Raimond de Comminges † (29 luglio 1309 - 13 novembre 1317 nominato arcivescovo di Tolosa)
- Gaillard Saumate † (12 novembre 1317 - 8 febbraio 1318 nominato arcivescovo di Arles)
- André de Frédol † (8 febbraio 1318 - 29 febbraio 1328 deceduto)
- Jean de Vissec † (14 marzo 1328 - 28 agosto 1334 deceduto)
- Pectin de Montesquieu † (12 settembre 1334 - 27 gennaio 1339 nominato arcivescovo di Albi)
- Arnaud de Verdale † (15 marzo 1339 - 23 dicembre 1352 deceduto)
- Andouin Aubert † (30 gennaio 1353 - 15 febbraio 1353 dimesso)
- Durand de Chapelles † (15 maggio 1353 - gennaio 1361 deceduto)
- Pierre de Canillac † (29 gennaio 1361 - 7 luglio 1361 deceduto)
- Dieudonné de Canillac, O.S.B. † (2 agosto 1361 - 1366 deceduto)
- Gaucelin de Déaux (Dreux) † (5 marzo 1367 - 31 marzo o 9 agosto 1373 deceduto)
- Pierre de Vernols, O.S.B. † (13 agosto 1373 - 3 ottobre 1389 deceduto)
- Antoine de Lovier † (19 ottobre 1389 - 23 ottobre 1405 deceduto)
- Pierre Adhémar † (20 novembre 1405 - 1418 deceduto)
- Beato Louis Aleman † (22 giugno 1418 - 3 dicembre 1423 nominato arcivescovo di Arles)
- Guillaume Forestier, O.S.B. † (3 dicembre 1423 - 11 febbraio 1429 nominato vescovo di Gap)
- Léger Saporis d'Eyragues † (11 febbraio 1429 - circa aprile 1431 deceduto)
- Bertrand Robert † (27 giugno 1431 - 1432 deceduto)
- Robert de Rouvres † (6 marzo 1433 - 16 luglio 1453 deceduto)
- Maur de Valleville † (19 dicembre 1453 - 28 febbraio 1471 deceduto)
- Jean Bonald † (14 febbraio 1472 - 15 agosto 1487 deceduto)
- Guillaume Le Roy de Chavigny † (1º ottobre 1487 - 1488 deceduto)
- Izarn Barrière † (5 novembre 1490 - 19 aprile 1498 deceduto)
  - Raymond Pérault, O.E.S.A. † (4 luglio 1498 - 18 marzo 1499 dimesso) (amministratore apostolico)
- Guillaume Pellicier I † (18 marzo 1499 - 1526 dimesso)
- Guillaume Pellicier II † (26 luglio 1526 - 27 marzo 1536 trasferito a Montpellier[8])

### Sede di Montpellier
- Guillaume Pellicier II † (27 marzo 1536 - 25 gennaio 1568 deceduto)
  - Sede vacante (1568-1570)
- Pierre de Rouillie † (19 luglio 1570 - ? dimesso)
- Antoine de Subjet de Cardot † (24 ottobre 1572 - 8 novembre 1596 deceduto)
- Guitard de Ratte † (26 marzo 1597 - 7 agosto 1602 deceduto)
- Jean Garnier, O.S.B. † (11 dicembre 1602 - 15 settembre 1607 deceduto)
- Pierre Fenolliet (o Fenouillet) † (10 settembre 1608 - 24 novembre 1652 deceduto)
  - Sede vacante (1652-1656)[9]
- François Bosquet † (31 gennaio 1656 - 24 giugno 1676 deceduto)
- Charles de Pradel † (24 giugno 1676 succeduto - 17 o 19 settembre 1696 deceduto)
- Charles-Joachim Colbert de Croissy † (14 gennaio 1697 - 8 aprile 1738 deceduto)
- Georges-Lazare Berger de Charancy † (3 settembre 1738 - 14 febbraio 1748 deceduto)
- Louis-François-Renaud de Villeneuve † (16 settembre 1748 - 24 gennaio 1766 deceduto)
- Raymond de Durfort † (6 agosto 1766 - 14 aprile 1774 dimesso[10])
- Joseph-François de Malide † (9 maggio 1774 - 1802 sollevato[11])
- Jean-Louis-Simon Rollet † (10 novembre 1802 - 17 giugno 1806 dimesso)
- Nicolas-Marie Fournier de la Contamine † (26 agosto 1806 - 29 dicembre 1834 deceduto)
- Charles-Thomas Thibault † (24 luglio 1835 - 4 maggio 1861 deceduto)
- François-Marie-Joseph Lecourtier † (22 luglio 1861 - 12 gennaio 1874 dimesso[12])
- François-Marie-Anatole de Rovérié de Cabrières † (16 gennaio 1874 - 21 dicembre 1921 deceduto)
- René-Pierre Mignen † (3 agosto 1922 - 21 luglio 1931 nominato arcivescovo di Rennes)
- Gabriel Brunhes † (20 maggio 1932 - 24 febbraio 1949 deceduto)
- Jean Duperray † (24 febbraio 1949 succeduto - 25 ottobre 1957 deceduto)
- Cyprien-Louis-Pierre-Clément Tourel † (24 febbraio 1958 - 15 maggio 1976 dimesso)
- Louis Antoine Marie Boffet † (15 maggio 1976 succeduto - 6 settembre 1996 ritirato)
- Jean-Pierre Bernard Ricard (6 settembre 1996 succeduto - 21 dicembre 2001 nominato arcivescovo di Bordeaux)
- Guy Marie Alexandre Thomazeau (28 agosto 2002 - 3 giugno 2011 dimesso)
- Pierre-Marie Carré (3 giugno 2011 succeduto - 9 luglio 2022 ritirato)
- Norbert José Henri Turini, dal 9 luglio 2022

## Statistiche
L'arcidiocesi nel 2021 su una popolazione di 1.176.000 persone contava 844.300 battezzati, corrispondenti al 71,8% del totale.
| anno | popolazione | popolazione | popolazione | presbiteri | presbiteri | presbiteri | presbiteri                | diaconi | religiosi | religiosi | parrocchie |
| anno | battezzati  | totale      | %           | numero     | secolari   | regolari   | battezzati per presbitero | diaconi | uomini    | donne     | parrocchie |
| ---- | ----------- | ----------- | ----------- | ---------- | ---------- | ---------- | ------------------------- | ------- | --------- | --------- | ---------- |
| 1950 | 440.000     | 461.000     | 95,4        | 462        | 350        | 112        | 952                       |         | 112       | 1.023     | 416        |
| 1970 | 525.000     | 591.397     | 88,8        | 466        | 363        | 103        | 1.126                     |         | 209       | 1.156     | 410        |
| 1980 | 600.000     | 648.202     | 92,6        | 548        | 381        | 167        | 1.094                     | 1       | 167       | 842       | 416        |
| 1990 | 675.000     | 721.000     | 93,6        | 415        | 299        | 116        | 1.626                     | 3       | 196       | 736       | 385        |
| 1999 | 601.626     | 794.603     | 75,7        | 370        | 247        | 123        | 1.626                     | 15      | 178       | 636       | 324        |
| 2000 | 670.000     | 900.000     | 74,4        | 373        | 248        | 125        | 1.796                     | 17      | 181       | 488       | 324        |
| 2001 | 670.000     | 900.000     | 74,4        | 345        | 221        | 124        | 1.942                     | 18      | 179       | 475       | 166        |
| 2002 | 670.000     | 900.000     | 74,4        | 272        | 215        | 57         | 2.463                     | 19      | 109       | 505       | 162        |
| 2003 | 670.000     | 900.000     | 74,4        | 318        | 212        | 106        | 2.106                     | 22      | 155       | 495       | 173        |
| 2004 | 670.000     | 1.000.000   | 67,0        | 348        | 223        | 125        | 1.925                     | 23      | 174       | 485       | 166        |
| 2013 | 745.518     | 1.050.026   | 71,0        | 282        | 174        | 108        | 2.643                     | 36      | 146       | 344       | 64         |
| 2016 | 853.571     | 1.104,621   | 77,3        | 271        | 166        | 105        | 3.149                     | 40      | 115       | 280       | 63         |
| 2019 | 865.225     | 1.130.750   | 76,5        | 247        | 141        | 106        | 3.502                     | 42      | 116       | 280       | 62         |
| 2021 | 844.300     | 1.176.000   | 71,8        | 250        | 148        | 102        | 3.377                     | 35      | 112       | 240       | 62         |